# Černá louka (přírodní památka)
Černá louka byla přírodní památka ev. č. 2448 poblíž města Lázně Bělohrad v okrese Jičín. Oblast spravovala Agentura ochrany přírody a krajiny ČR.
Důvodem ochrany byla zachovalá slatina s výraznou vegetací.